# Estepa (geografia)

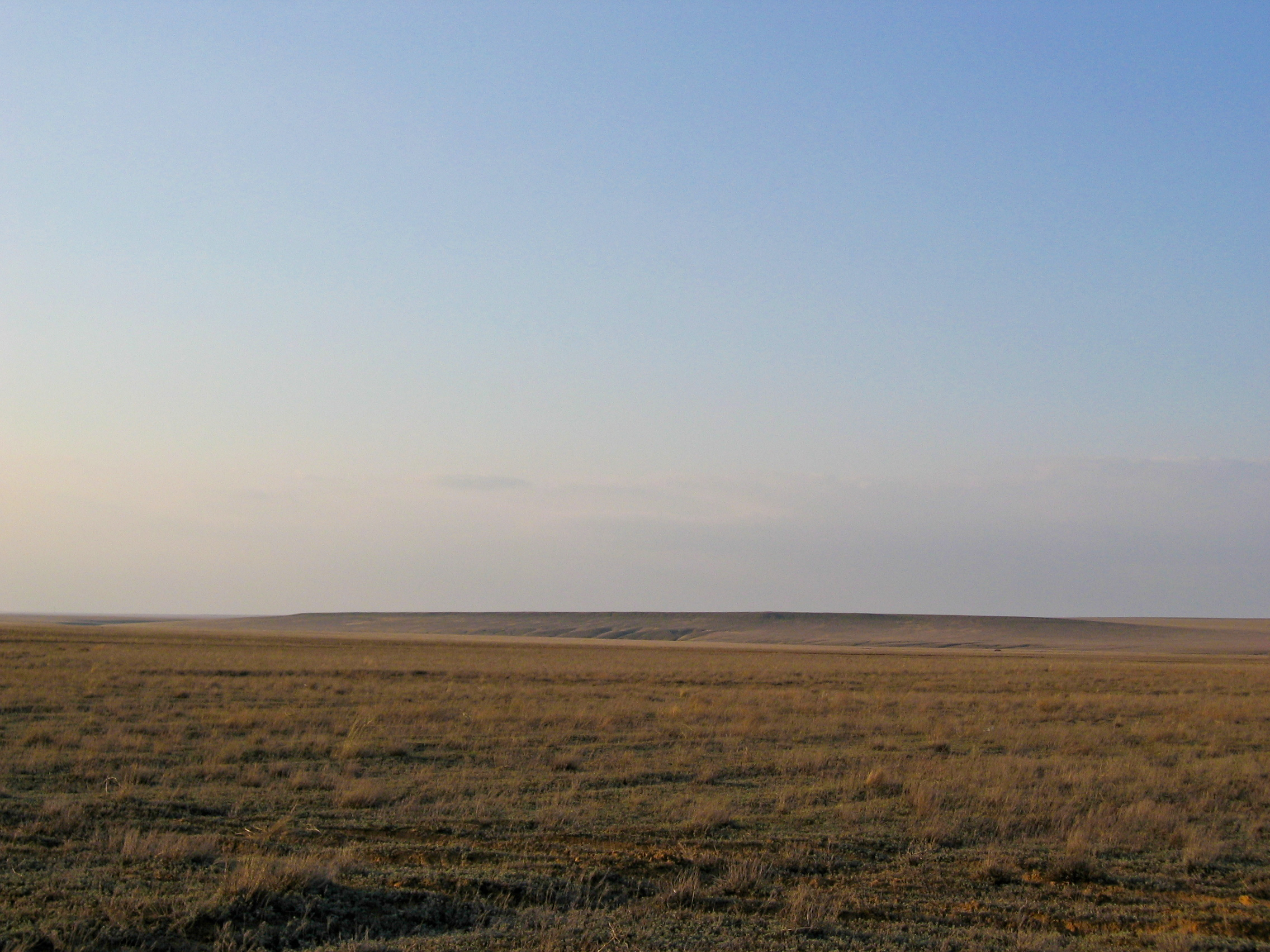
Estepa a l'oest del Kazakhstan

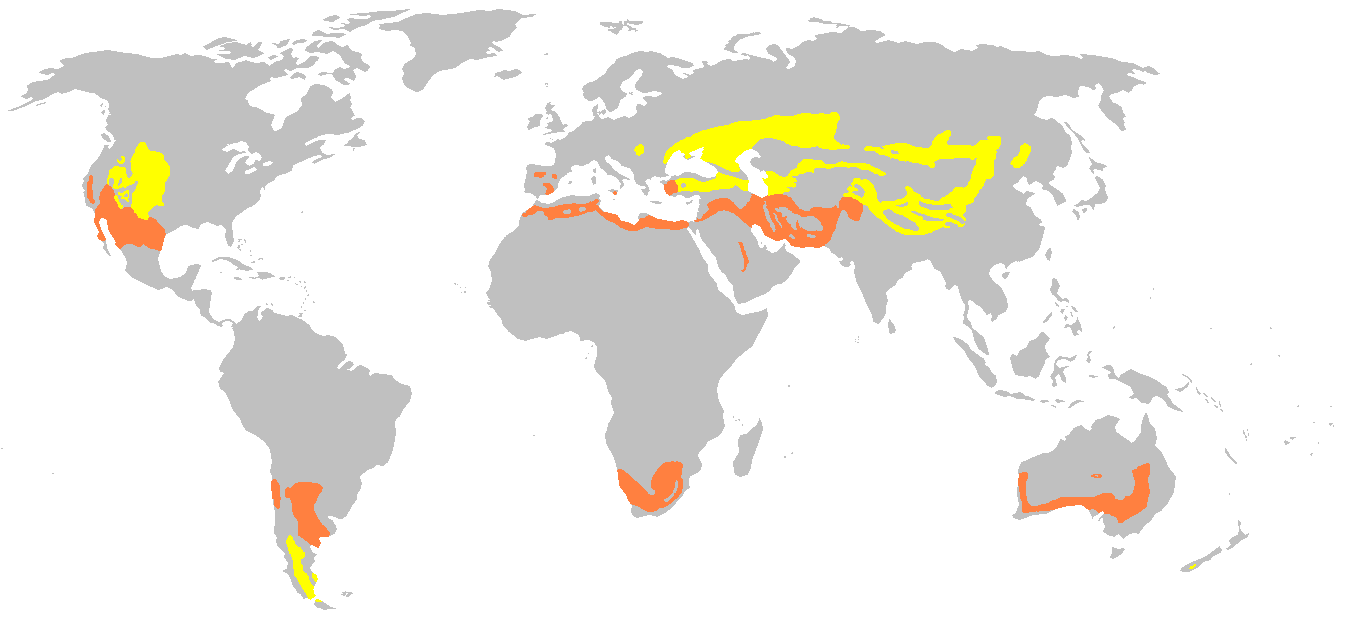
Mapa de les estepes en el món segons C. Troll & K.-H. Paffen.

L'estepa és un bioma que comprèn un territori pla i extens, de vegetació herbàcia, propi de climes extrems i escasses precipitacions. També se l'associa a un desert fred, per mor d'establir una diferència amb els deserts tòrrids.
Aquestes regions es troben lluny del mar, amb clima àrid continental, una gran variació tèrmica entre estiu i hivern, i precipitacions que no arriben als 500 mm anuals. Predominen les herbes baixes i matolls. El sòl conté molts minerals i poca matèria orgànica; també hi ha zones de l'estepa amb un alt contingut en òxid de ferro, cosa que atorga una tonalitat rogenca a la terra.

## Estepes

### Estepa freda
La regió d'estepa més gran del món, és l'Estepa eurasiàtica, que es troba a l'Europa de l'Est, l'Àsia central i els països veïns que s'estenen des d'Ucraïna a l'oest passant per Rússia, Kazakhstan, Turkmenistan i Uzbekistan fins a Altai, Koppet Dag i Tian, i un enclavament a la Conca pannònica. Les parts internes d'Anatòlia a Turquia, Anatòlia central i Anatòlia oriental en particular i també algunes parts del sud-est d'Anatòlia, així com gran part d'Armènia i l'Iran estan dominades en gran part per l'estepa freda.
Una altra gran àrea d'estepa (prada) es troba al centre dels Estats Units, l'oest del Canadà i la part nord de Mèxic. L'estepa de la praderia d'herba curta és la part més occidental de la regió de les Grans Planes. El Columbia Plateau, al sud de la Colúmbia Britànica, Oregon, Idaho i l'estat de Washington, és un exemple de regió estepa a Amèrica del Nord fora de les Grans Planes.
A Amèrica del Sud, l'estepa freda es pot trobar a la Patagònia i bona part de les regions d'alta elevació a l'est dels Andes meridionals.
Es poden trobar zones d'estepa relativament petites a l'interior de l'illa sud de Nova Zelanda.

### Estepa subtropical
A Europa, algunes zones mediterrànies tenen una vegetació estepa, com ara el centre de Sicília a Itàlia, el sud de Portugal, parts de Grècia a la zona sud d'Atenes i el centre-est d'Espanya, especialment la costa sud-est (al voltant de Múrcia), i que no tenen la humitat adequada per efectes de l'ombra orogràfica com ara part de la província de Saragossa.
A Àsia, una estepa subtropical es pot trobar a les terres semiàrides que voregen el desert de Thar del subcontinent indi i la Badia de la península aràbiga.
A Austràlia, l'"estepa subtropical" es pot trobar en un cinturó que envolta els deserts més severs del continent i al voltant de les serralades de Musgrave.
A Amèrica del Nord aquest entorn és propi de zones de transició entre zones de clima mediterrani i autèntics deserts, com Reno, Nevada, la part interior de Califòrnia i bona part de l'oest de Texas i zones adjacents a Mèxic.